# Бротен, Майя
Анна Мария Лоус (Майя) Бротен (швед. Anna Marie Lous (Maja) Braathen; 15 января 1896, Сундсвалль — 24 мая 1973, Стокгольм) — шведская художница.

## Биография и творчество
Майя Бротен родилась в 1896 году в Сундсвалле. Её родителями были Густаф Петер и Анна Лоус Бротен, выходцы из Норвегии. С ранних лет Майя проявляла способности к музыке и рисованию. Со второй половины 1910-х годов она училась в Гётеборге у Биргера Симонссона, вместе с Сири Ратсман, а затем в Осло у Хенрика Сёренсена. В 1920 году Майя Бротен вышла замуж за друга детства Гуннара Юханссона. В 1924 году они поселились в Хельсинки, где Майя зарабатывала созданием статуэток из керамики. В 1929 году её муж умер, и Майя вернулась в Швецию, вначале в Сундвалль, а затем в Стокгольм, где жили её мать и брат.
В 1930-х годах Майя Бротен поступила в художественную школу Май Бринг, где экспериментировала с различными техниками и форматами в поисках собственного стиля. Большое влияние на неё оказала дружба с Май Бринг и Верой Нильссон. Она стала частью общества художников и прочих деятелей искусства, которые регулярно собирались у Май Бринг или в мастерской Сири Деркерт в Лидингё и в числе которых были Молли Фаустман, Ниннан Сантессон, Эллен Исерфьер, Найма Вифстранд и Анна Каспарссон. В 1934 году Майя, вместе с художницей Эббой Хелльстрём, ездила в Эдсосен в Емтланде, и это место ей настолько понравилось, что она возвращалась туда каждое лето на протяжении нескольких лет, а затем, в конце 1940-х, построила там дом, который назвала «Арарат». Там она жила и работала, создавая пейзажи с горами, козами и местными жителями. Кроме того, художница много путешествовала по Европе, в том числе во Франции, в Италию и в Эстонию. В 1938 году Майя Бротен задержалась на более длительный срок в Париже, где жила на Монпарнасе и посещала Академию Коларосси. Она также часто бывала в парижских музеях, включая Лувр, музей Родена и музей Гиме. Следующий её приезд в Париж состоялся в 1946 году; большое впечатление на неё произвели скульптуры Жермен Ришье и рисунки Пикассо.
Первая персональная выставки Майи Бротен состоялась лишь в 1941 году. Однако признание к ней пришло лишь после персональной выставки 1949 года, где демонстрировались её работы парижского периода и картины, созданные в Эдсосене. На протяжении 1950-х — 1960-х годов художница устраивала ещё несколько персональных выставок, включая ретроспективную выставку в Осло в 1954 году.
Майя Бротен умерла в 1973 году в Стокгольме. Через год после её смерти в Доме художника (Konstnärhuset) была организована выставка, на которой демонстрировались 150 её работ. Искусство Майи Бротен оказало влияние на следующее поколение шведских художников, в том числе Эллинор Таубе и Берту Ханссон.